# 簡斯維爾 (威斯康星州)
簡斯維爾（英語：Janesville）是一個位於美國威斯康辛州羅克縣的城市。同時該地也是羅克縣的縣治。

## 地方資料
簡斯維爾的座標為42°41′02″N 89°00′59″W / 42.68389°N 89.01639°W，而該地的海拔高度為259米（即850英尺）。根據2020年美國人口普查，該地共人口65615人，而該地的面積約為90.03平方千米。